# Janusz Zawodny

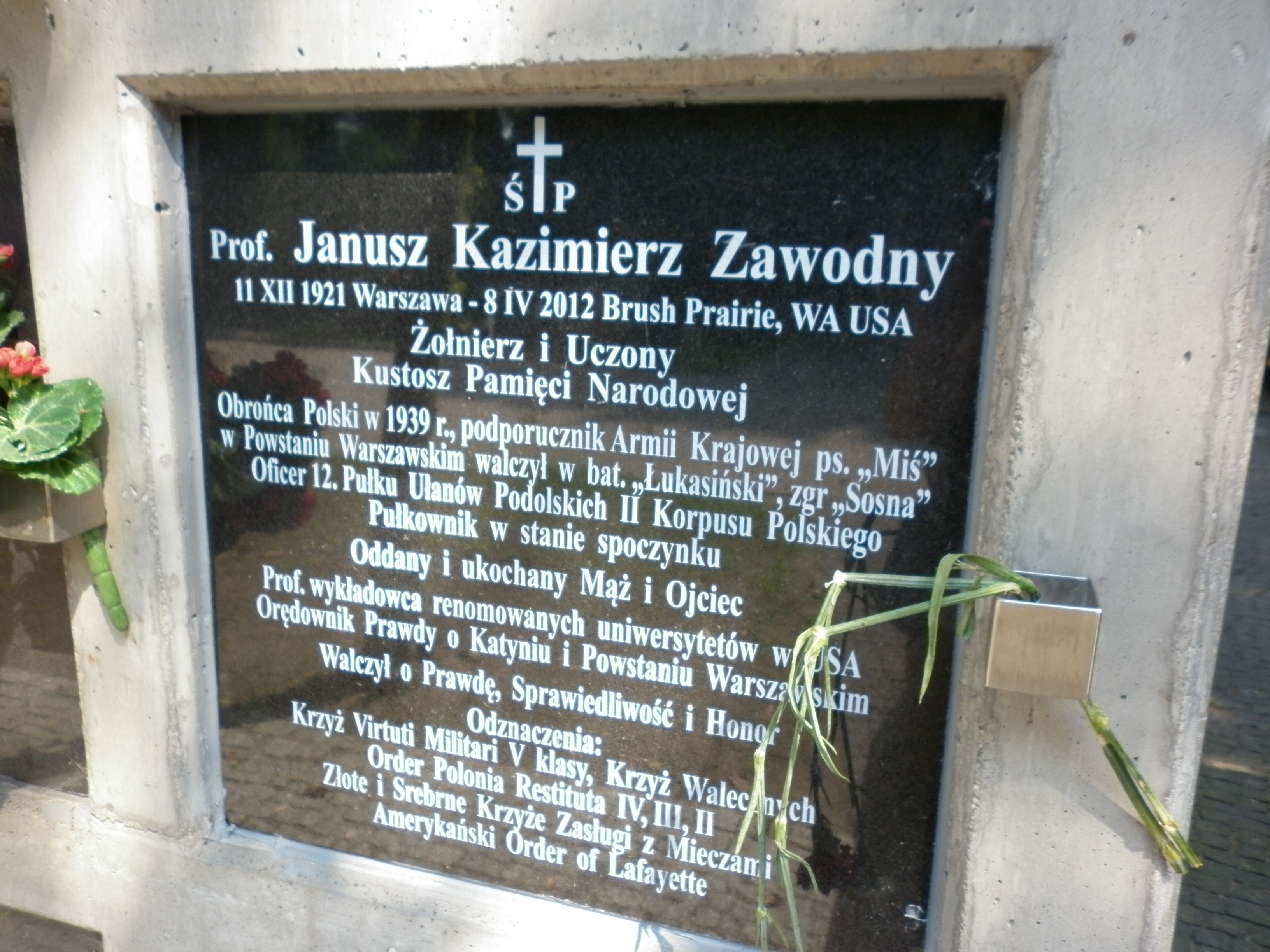
Grób Janusza Kazimierza Zawodnego na Wojskowych Powązkach

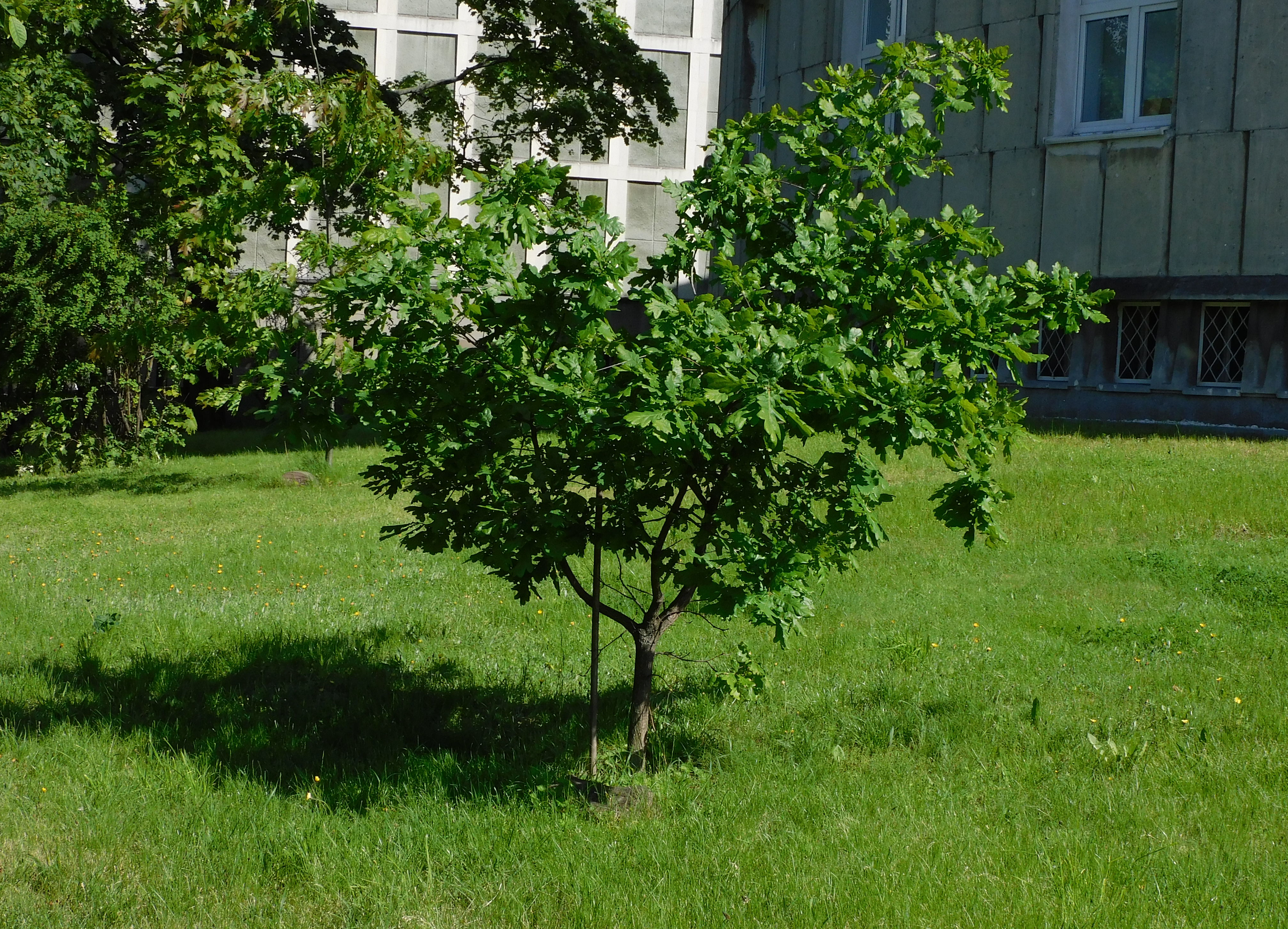
Dąb Janusz przed Archiwum Akt Nowych w Warszawie

Janusz Kazimierz Zawodny, ps. „Miś” (ur. 11 grudnia 1921 w Warszawie, zm. 8 kwietnia 2012 w Brush Prairie, Stany Zjednoczone) – polski politolog i historyk, doktor nauk politycznych, profesor uniwersytecki. Oficer Wojska Polskiego, uczestnik walk podczas II wojny światowej. Badacz zbrodni katyńskiej.

## Życiorys
Urodził się jako syn Kazimierza i Wandy, z domu Pukk. Dzieciństwo i młodość spędził w rodzinnej Warszawie. Należał do Związku Strzeleckiego. Po wybuchu II wojny światowej ochotniczo zgłosił się do Wojska Polskiego. Został wcielony do 1 kompanii III batalionu Obrony Narodowej przy 36 pułku piechoty Legii Akademickiej i uczestniczył w kampanii wrześniowej. Po agresji ZSRR na Polskę z 17 września 1939, wraz z żołnierzami we Włodzimierzu Wołyńskim dostał się do niewoli radzieckiej, po czym uciekł z miasta przed nadejściem NKWD. Dotarł do Warszawy i już w trakcie nastałej okupacji niemieckiej przystąpił do Związku Walki Zbrojnej, przybierając pseudonim „Miś”. Następnie działał w Armii Krajowej. Uczył się na tajnych kompletach w Gimnazjum im. Tadeusza Reytana i w 1943 uzyskał maturę. Od sierpnia 1944 walczył w powstaniu warszawskim. W stopniu podporucznika był dowódcą jednego z plutonów baonu AK „Łukasiński”, a później zastępował dowódcę kompanii „Koszta” w zgrupowaniu „Sosna” na Starym Mieście. W walkach został dwukrotnie raniony. Po powstaniu trafił do obozu jenieckiego w Murnau pod zmienionym nazwiskiem „Turczyk”, jako że od kwietnia 1944 był poszukiwany przez Gestapo.
Po zakończeniu wojny i odzyskaniu wolności wstąpił do 12 pułku Ułanów Podolskich w ramach 2 Korpusu Polskich Sił Zbrojnych. W latach 1945–1948 pełnił funkcję dowódcy plutonu ciężkich samochodów pancernych. W Wielkiej Brytanii ukończył roczny kurs London School of Foreign Trade, po czym został zdemobilizowany w stopniu porucznika.
W 1948 wyjechał na emigrację do Stanów Zjednoczonych. Prowadził studia na Wydziale Nauk Politycznych na University of Iowa, jednocześnie pracując fizycznie na farmach. Po uzyskaniu tytułu magistra kontynuował studia na Uniwersytecie Stanforda w Kalifornii. Otrzymał wówczas stypendium doktoranckie przyznane przez Fundację Forda. W 1955 uzyskał stopień naukowy doktora za pracę pt. Grievance Procedures in Soviet Factories oraz otrzymał obywatelstwo amerykańskie. W latach 1955–1958 wykładał politologię na Princeton University, od 1958 jako asystent profesora (docent) prowadził wykłady na Wydziale Nauk Politycznych Uniwersytetu Stanforda i w San Francisco State College. W kolejnych latach kilkakrotnie otrzymywał stypendium. Od 1965 do 1975 wykładał jako profesor stosunki międzynarodowe na University of Pennsylvania w Filadelfii. Od 1962 był zamiejscowym członkiem korespondentem Polskiego Towarzystwa Naukowego na Obczyźnie. Od 1975 do 1982 był kierownikiem katedry stosunków międzynarodowych w Claremont Graduate School i Pomona College (w tym drugim także jako dziekan). Ponadto był także wykładowcą na University of Oxford. W 1982 przeszedł na emeryturę.
W latach 1979–1984, podczas prezydentury Jimmy’ego Cartera i Ronalda Reagana, pełnił funkcję konsultanta Rady Bezpieczeństwa Narodowego. Był członkiem Polskiego Towarzystwa Naukowego na Obczyźnie i Stowarzyszenia Pisarzy Polskich. Został członkiem Klubu Kawalerów Orderu Wojennego Virtuti Militari w Polsce (nr legitymacji 226). Po wojnie był badaczem i kronikarzem zbrodni katyńskiej oraz powstania warszawskiego. Już podczas studiów w Iowa napisał pracę seminaryjną pt. O odpowiedzialności za zbrodnię katyńską. Jego wydana w 1962 książka Death in the Forest. The Story of the Katyn Forest Massacre (Śmierć w lesie. Historia mordu katyńskiego; wydanie polskie: Katyń, 1989), poświęcona zbrodni katyńskiej, była wielokrotnie wznawiana i wydawana w wielu krajach (Stany Zjednoczone, Wielka Brytania, Francja, Włochy, Norwegia, Polska). 17 maja 2000 uroczyście przekazał do Archiwum Akt Nowych zgromadzone przez siebie dokumenty i akta zbierane od 1942, których zbiór został nazwany „Akta Janusza Kazimierza Zawodnego”. W ramach upamiętnienia przed budynkiem AAN posadzono dąb Janusz.
W październiku 1989 wszedł w skład Rady Honorowej Komitetu Historycznego Badania Zbrodni Katyńskiej. 
Zmarł 8 kwietnia 2012 w miejscowości Brush Prairie w hrabstwie Clark w stanie Waszyngton w Stanach Zjednoczonych. W przeddzień 68 rocznicy wybuchu powstania warszawskiego, 31 lipca 2012 odbyła się msza św. pogrzebowa w katedrze polowej Wojska Polskiego w Warszawie, po czym prochy Janusza Zawodnego zostały pochowane na Cmentarzu Wojskowym na Powązkach (kwatera B29 kol.-2-6).
Jego żoną była LaRae, z domu Koppit. Miał syna Romana Zawodnego.

## Ordery, odznaczenia i wyróżnienia
Polskie odznaczenia i ordery wojskowe oraz państwowe
- Krzyż Srebrny Orderu Virtuti Militari (przyznany osobiście przez gen. Tadeusza Bora-Komorowskiego)[14]
- Krzyż Komandorski z Gwiazdą Orderu Odrodzenia Polski (6 września 1996, „w uznaniu wybitnych zasług w działalności na rzecz Polski”)[15]
- Krzyż Komandorski z Gwiazdą Orderu Odrodzenia Polski (28 lutego 1981, przyznany rząd RP na obczyźnie)[16][14]
- Krzyż Komandorski Orderu Odrodzenia Polski (przyznany przez rząd RP na obczyźnie)[14]
- Krzyż Oficerski Orderu Odrodzenia Polski (przyznany przez rząd RP na obczyźnie)[14]
- Krzyż Komandorski z Gwiazdą Orderu Zasługi Rzeczypospolitej Polskiej (9 marca 1994, „za wybitne zasługi w działalności publicystycznej”)[14][17]
- Krzyż Walecznych[14]
- Złoty Krzyż Zasługi z Mieczami[14]
- Srebrny Krzyż Zasługi z Mieczami[14]
- Krzyż Armii Krajowej[18]
- Medal Wojska – czterokrotnie[14]
- Odznaka za Rany i Kontuzje – dwukrotnie[14]
- Medal Komisji Edukacji Narodowej (2000)[14]

Odznaczenia amerykańskie
- Order of Lafayette[14]

Odznaki, wyróżnienia i nagrody
- Złota Odznaka Honorowa Stowarzyszenia Polskich Kombatantów (1980, przyznana przez Światową Federację SPK w Londynie)[14]
- Nagroda „Zeszytów Historycznych” (1980, przyznana przez Instytut Literacki w Paryżu)[14]
- Dyplom Fundacji Jurzykowskiego (1981, „za osiągnięcia w nauce”)[14]
- Nagroda Literacka Polskiego Instytutu Naukowego w Londynie – dwukrotnie (1982, 1989)[14]
- Nagroda dziedzinie historii Instytutu Józefa Piłsudskiego w Ameryce (1987)[14]
- Nagroda Towarzystwa Naukowego Katolickiego Uniwersytetu Lubelskiego (1989, przyznana za książkę roku – Śmierć lesie)[14]
- Nagroda im. Jerzego Łojka (1990)[14]
- Złotym Medal Polsko-Amerykańskiego Stowarzyszenia Doktorów Medycyny „Medicus” w Nowym Jorku[14]
- Medal Katynia (1993, przyznany przez Komitet Katyński w Krakowie)[14]
- Medal Polonia Mater Nostra Est (2003)
- Kustosz Pamięci Narodowej (2003, wyróżnienie przyznane przez Instytut Pamięci Narodowej)[14][19].
- Medal Dnia Pamięci Ofiar Zbrodni Katyńskiej[20]
- Medal 80-lecia Archiwum Akt Nowych[14]

## Publikacje
- Death in the Forest. The Story of the Katyn Forest Massacre (1962) [wydanie polskie: Katyń, 1989]
- Guide to the Study of International Relations (1966)
- Nothing but Honour. The Story of Warsaw Uprising, 1944 (1978)
- Pamiętniki znalezione w Katyniu (1990)
- Uczestnicy i świadkowie Powstania Warszawskiego. Wywiady (1994)
- Powstanie Warszawskie w walce i dyplomacji (1994)
- Motyl na śniegu (2004)